# Leptochilus discedens
Leptochilus discedens är en stekelart som beskrevs av Gusenleitner 1983. Leptochilus discedens ingår i släktet Leptochilus och familjen Eumenidae. Inga underarter finns listade i Catalogue of Life.